# 第14期本因坊戦
第14期本因坊戦（だい14きほんいんぼうせん）は、1958年（昭和33年）に開始され、1959年6月から本因坊高川秀格と、3度目の本因坊挑戦となる木谷實九段による七番勝負が行われ、高川が4勝2敗で本因坊位を防衛、本因坊戦8連覇と記録を伸ばした。

## 方式
- 参加棋士 : 日本棋院・関西棋院の棋士の初段以上。
- 予選は、日本棋院と関西棋院それぞれで、1次予選、2次予選を行い、その勝ち抜き者による合同の3次予選で4名の新規リーグ参加者を決める。
- 挑戦者決定リーグ戦は、前期シード者4名と新参加4名を加えた8名で行う。
- コミは4目半。
- 持時間は、リーグ戦、挑戦手合は各10時間。

## 経過

### 予選トーナメント
新規リーグ参加者は、藤沢朋斎九段、岩本薫八段、山部俊郎八段、加納嘉徳七段の4名。

### 挑戦者決定リーグ
リーグ戦は前期シードの杉内雅男八段、坂田栄男九段、木谷實九段、藤沢秀行八段の4名と、新参加4名で行われた。結果は木谷が6勝1敗で、挑戦者となった。木谷は第11、12、13期とリーグ1位になりながら3期連続でプレーオフで敗れてきたが、14期は単独1位で、4期、8期に続く3度目の挑戦。2度目のリーグ参加の山部が2位と躍進した。

### 挑戦手合七番勝負
高川本因坊に木谷が挑戦する七番勝負は6月から開始された。この年の木谷は好調で、事前の予想座談会では接近戦になれば木谷有利、「布石もなにもすべて木谷さんが有利で、木谷さんの一方的な勝利に終わると思います」と述べる棋士もいたほどだったが、木谷の鋭鋒を外せば高川有利、最近の高川は力戦になっても崩れない、という評もあった。また木谷は健康面でも元気だったが、毎局美春夫人が同伴した。
第1局は先番木谷が4隅を取って序盤は有利に進め、高川の猛攻で大乱戦となったが、木谷が中押勝ちした。第2局は長崎で行われ、前日には両対局者は平和祈念像に花束を捧げた。対局は木谷が実利で先行したが高川の2目半勝。第3局も黒の木谷が実利、白の高川が模様と、両者の持ち味がよく出た一局と言われるが、高川が半目勝ちした。第4局は木谷が強腕を見せつけて圧勝し、2-2のタイスコアとする。第5局を激しい戦いの末に白番15目半勝ちした高川は、第6局も押し切って、4勝2敗で防衛、8連覇となった。

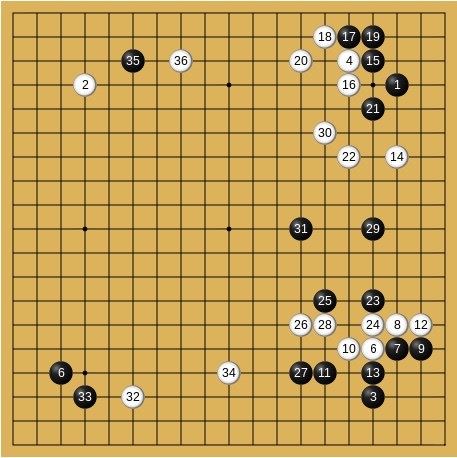
図1（1-36手）

2勝2敗の後の第5局、図1右下の黒9から13が、定石ではあるが、木谷独特の手法。次いで右上黒15から19も木谷流。黒23、25も木谷らしい踏み込みで、白30、32、34も高川らしい手厚さ。黒は36の後、左上隅も三々に入り、四隅を取った。昼食休憩になって、観戦記（倉島竹二郎）では「高川さんが立上りながら『また四スミをやられた』と苦笑すると、木谷さんも『どうも困ったね』と童顔をほころばせた」と書かれている。白が上辺の模様を広げた時、黒に打ちすぎがあり、それをとがめて白優勢になるが、黒も右辺と下辺の白を攻めの目標にして、混戦模様となる。

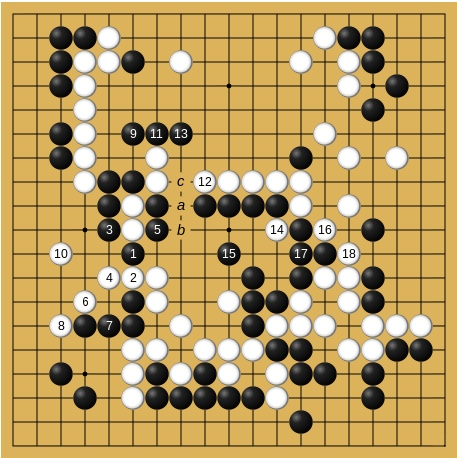
図2（109-126手）

図2の黒1（109手目）で黒の攻めがツボにはまってきたが、黒5ではaと取っておけば黒優勢と言われる。また黒7でも単に9に打つべきだった。白8が好手で有望な形勢。黒13が敗着で、9の下に打つべきだった。白14が妙手で、これに黒17と打つと、白a、黒b、白cで、bの右の切りと、9の下の出が見合いになり、黒が窮する。白16から18と右辺を切り離しては、白が勝勢となった。観戦記では「高川さんの強烈なパンチがさく裂した。白14の鬼手がそれだ。（略）本因坊のパンチではハエも殺せないといった連中はこの強烈なパンチをなんと評するだろう?」と書かれた。

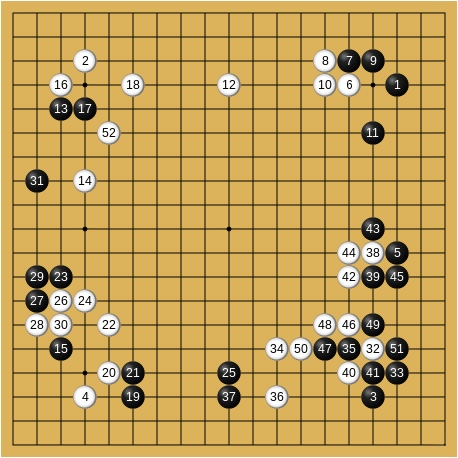
第3局 高川秀格-木谷實（先番） 1-52手

第3局も、先番木谷が実利を取り、高川が上辺に模様を広げるという展開となった。黒が中央を荒らし、白は右上隅を荒らして細碁となったが、白が半目勝ちを収めた。
高川は「5局、6局では、木谷さんはガタガタになった。疲れが出て性も根も尽きたのだろう」「内容についていえば、部分戦では木谷さんの方がよかったが、全局的な作戦では私がよかった」と述べている。
この後の、11月から2月にかけて、第6次本因坊対呉清源三番碁が行われ、第2局、第3局を高川が勝って、2勝1敗となった。